# پنی مورل
پنی مورل (انگلیسی: Penny Morrell؛ ‏ ۴ فوریهٔ ۱۹۳۸ – ۳ ژانویهٔ ۲۰۲۰) بازیگر اهل بریتانیا بود. وی همسر بازیگر بریتانیایی جورج کول بود.
از فیلم‌ها یا برنامه‌های تلویزیونی که وی در آن نقش داشته‌است، می‌توان به نورمن در فضا، یک راسو برای خانم، رسیدن به آسمان، قصاب‌باشی، سحرخیز، ایست‌اندرز، تپش قلب، پنج بچه و آن و پایان رابطه اشاره کرد.